# Бєльці-Місто (аеропорт)
Аеропорт «Бєльці-Місто» (рум. Aeroportul Bălţi-Oraş, рос. Аэропорт Бельцы-Город) (ICAO: LUBA) — один із двох аеропортів Бєльці — міста на півночі Молдови, що обслуговав Бєльці та північ Молдови. Аеропорт Бєльці-Місто розташоване безпосередньо в самому місті Бєльці, на східному кордоні в районі автовокзалу, на виїзді з Бєльців до Сорок. До аеропорту Бєльці-Місто можна швидко і зручно дістатися за 10 хвилин від центру міста тролейбусом 1, 3, 4 лінії. Після введення в експлуатацію Міжнародного аеропорту Бєльці-Лядовени Аеропорт Бєльці-Місто виконував функцію регіонального аеропорту, на відміну від міжнародного аеропорту Бєльці-Лядовени.

## Історія

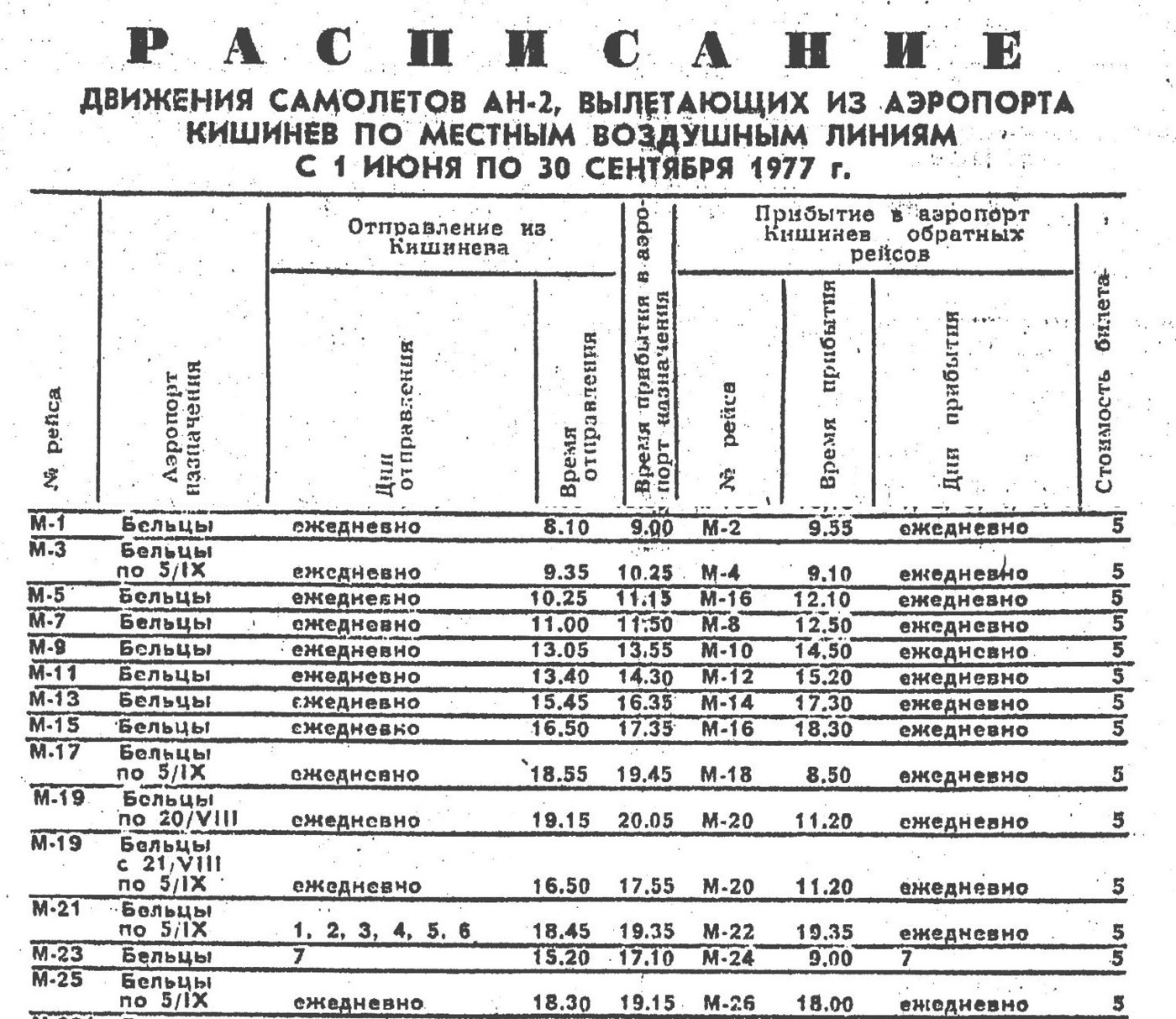
Вирізка розкладу рейсів із Кишинева до Бєльців 1977 року. Кількість рейсів у Бєльці з Кишинева в сім разів перевищує кількість рейсів у будь-який інший місцевий найпопулярніший внутрішній напрямок.

У 1954 році був введений в експлуатацію Бельцький аеропорт Бєльці-Місто на східній околиці міста (Бельцький міський аеропорт) з аеропортовими службами та почали приймати військові літаки Лі-2, переобладнані в цивільні, що дало змогу здійснювати рейси до Львова, Івано-Франківська та Чернівців.
З 1961 року аеропорт Бєльці-Місто почав приймати літаки Іл-14 для посадки та перевезення пасажирів на міжміських маршрутах у найвіддаленіші міста колишнього СРСР літаками Аерофлоту.
Аеропорт Бєльці-Місто існував у післявоєнний період до 2010 року, коли Уряд Молдови ухвалив рішення про передачу землі аеропорту Бєльці-Місто Вільній економічній зоні Бельці із зобов'язанням останньої побудувати об'єкти нерухомості в міжнародному аеропорту Бельці-Ледовені в обмін на нерухомість, отриману від аеропорту Бєльці-Місто.